# Portrait de Claude de France
Le Portrait de Claude de France est un tableau de Corneille de Lyon réalisé vers 1550, conservé à Moscou au musée Pouchkine. Le tableau censé représenter la reine Claude de France, selon les appellations historiques, ne semble pourtant pas être le cas. Cette dernière est morte en 1524, alors que le tableau original aurait été peint vers 1535-1540. Il mesure 11,5 cm de haut sur 10 de large. Quatre versions légèrement différentes existent, elles sont conservées à la collection Lambert à New York, à la fondation Sarah Campbell Blaffer, à la collection Kosofsky et au musée de Versailles.